# Mediastars
Mediastars è un premio pubblicitario italiano. È promosso da Media Star Editore, si tiene ogni anno a Milano, e i premi assegnati sono la Stella, per le migliori campagne, e la Special Star, per i migliori tecnici professionisti. 

## Storia
Fu creato nel marzo del 1996 da Sonia Maestro Rodolfo con l'intento di mettere in luce protagonisti e professionalità, in campo strettamente tecnico, di campagne pubblicitarie di successo. Numerosi i professionisti premiati negli anni, e diventati in seguito nomi illustri nel settore. Tra questi: Michael Göttsche, Mauro Paoletta, Lorenzo Marini, Massimo Guastini, Maurizio D'Adda, Maurizio Sala, Cesare Casiraghi, Maurizio Matarazzo, Titti Fabiani, Vittorio Mancini e Emanuele Pirella.